# Струйско
Струйско — деревня в Плюсском районе Псковской области России. Входит в состав Лядской волости.

## География
Деревня находится в северо-восточной части Псковской области, в зоне хвойно-широколиственных лесов, к северу от реки Плюссы, на расстоянии примерно 36 километров (по прямой) к северо-западу от Плюссы, административного центра района. Абсолютная высота — 79 метров над уровнем моря.

### Климат
Климат характеризуется как умеренно континентальный, с продолжительной снежной зимой и относительно коротким, но тёплым летом. Среднегодовая температура — 4,4 °C. Средняя температура воздуха самого тёплого месяца (июля) — 17,4 °C (абсолютный максимум — 33 °C); самого холодного (января) — −7,7 °C (абсолютный минимум — −41 °C). Среднегодовое количество осадков — 684 мм, из которых 447 мм выпадает в период с апреля по октябрь.

### Часовой пояс
Деревня Струйско, как и вся Псковская область, находится в часовой зоне МСК (московское время). Смещение применяемого времени относительно UTC составляет +3:00.

## Население
| 2001 | 2002 | 2010 |
| ---- | ---- | ---- |
| 2    | →2   | ↗7   |

Согласно результатам переписи 2002 года, в национальной структуре населения русские составляли 100 %.

## Известные жители
Игнатьев Сергей Парфёнович - контр-адмирал, заместитель наркома военно-морского флота СССР.